# Halticus apterus
Halticus apterus är en insektsart som först beskrevs av Carl von Linné 1758.  Halticus apterus ingår i släktet Halticus och familjen ängsskinnbaggar. Arten är reproducerande i Sverige. Inga underarter finns listade i Catalogue of Life.